# سیلوکس سدیم
سیلوکس سدیم (به انگلیسی: Sodium silox) یک ترکیب شیمیایی است.
شکل ظاهری این ترکیب، جامد بی‌رنگ است.